# Zanclea prolifera
Zanclea prolifera is een hydroïdpoliep uit de familie Zancleidae. De wetenschappelijke naam van de soort werd in 1976 gepubliceerd door Uchida & Sugiura.